# Shion〜愛の祈り〜
バウ・リサイタル『Shion・愛の祈り』（しおん あいのいのり）は、宝塚歌劇団星組で1994年10月15日から10月28日に宝塚バウホールにおいて、同年11月3日から11月10日に東京・日本青年館において上演された。2幕。
星組トップスター紫苑ゆうの退団記念リサイタル。第一部は、マタドールやジャンヌ・ダルクなどに扮したショー。第二部は、ニューヨークを舞台に繰り広げられるコメディー。

## 配役（第二部）
- シオン：紫苑ゆう
- マリア：白城あやか
- フランシスコ・サミエル：千珠晄
- エマーリオ：英真なおき
- マオラビンスキー：真織由季
- ジュリオ：希佳
- レディ・ヒー：舞路はるか
- ヴィヴィアン：美々杏里
- ベン・ミサワ：湖月わたる
- スズリーヌ：鈴奈沙也
- ビッグダイ：大洋あゆ夢
- アーサー・ミヤー：朝宮真由
- コタッツィ：達つかさ

※本人の芸名や愛称をもじったユニークな役名となっている。

## スタッフ
- 作・演出：草野旦[1]
- 作曲[1]・編曲[1]：寺田瀧雄・吉田優子・高橋城
- 振付[1]：羽山紀代美・尚すみれ・名倉加代子
- 装置：大橋泰弘[1]
- 衣装：任田幾英[1]
- 照明：勝柴次朗[1]
- 演出助手：荻田浩一[1]
- 装置補：新宮有紀[1]
- 衣装補：田口美香[1]
- 音楽製作：野村修[1]
- 製作：細川勝幸[1]
- 制作：岩崎文夫[1]